# 伊森卡特的消失之謎
《伊森卡特的消失之謎》是一款於2014年所發行的懸疑解謎遊戲，敘述一個20世纪初虛構的故事。由The Astronauts在Microsoft Windows、PlayStation 4、Xbox One和任天堂Switch開發和發行。

## 遊戲玩法
《伊森卡特的消失之謎》設定在一個開放世界的環境中，玩家可以在其中四處遊蕩，隨意探索。在遊戲的開頭，遊戲強調「不握住玩家的手」，因此很少解釋遊戲的機制。
為了拼湊故事，玩家必須解開卡特家族死亡的謎團。在找到屍體後，玩家可以使用超自然能力來重現事件：首先它必須感知重要物體的位置並將場景恢復到原始狀態，然後重新組合與特定死亡相關事件的時間線。
遊戲還有額外的「故事」，這些「故事」必須完全揭開才能獲得最終結局。其中一些是謎題，另一些則像是潜行游戏，如果玩家失敗，遊戲就會結束。

## 外部連結
- 官方网站